# Skarbin

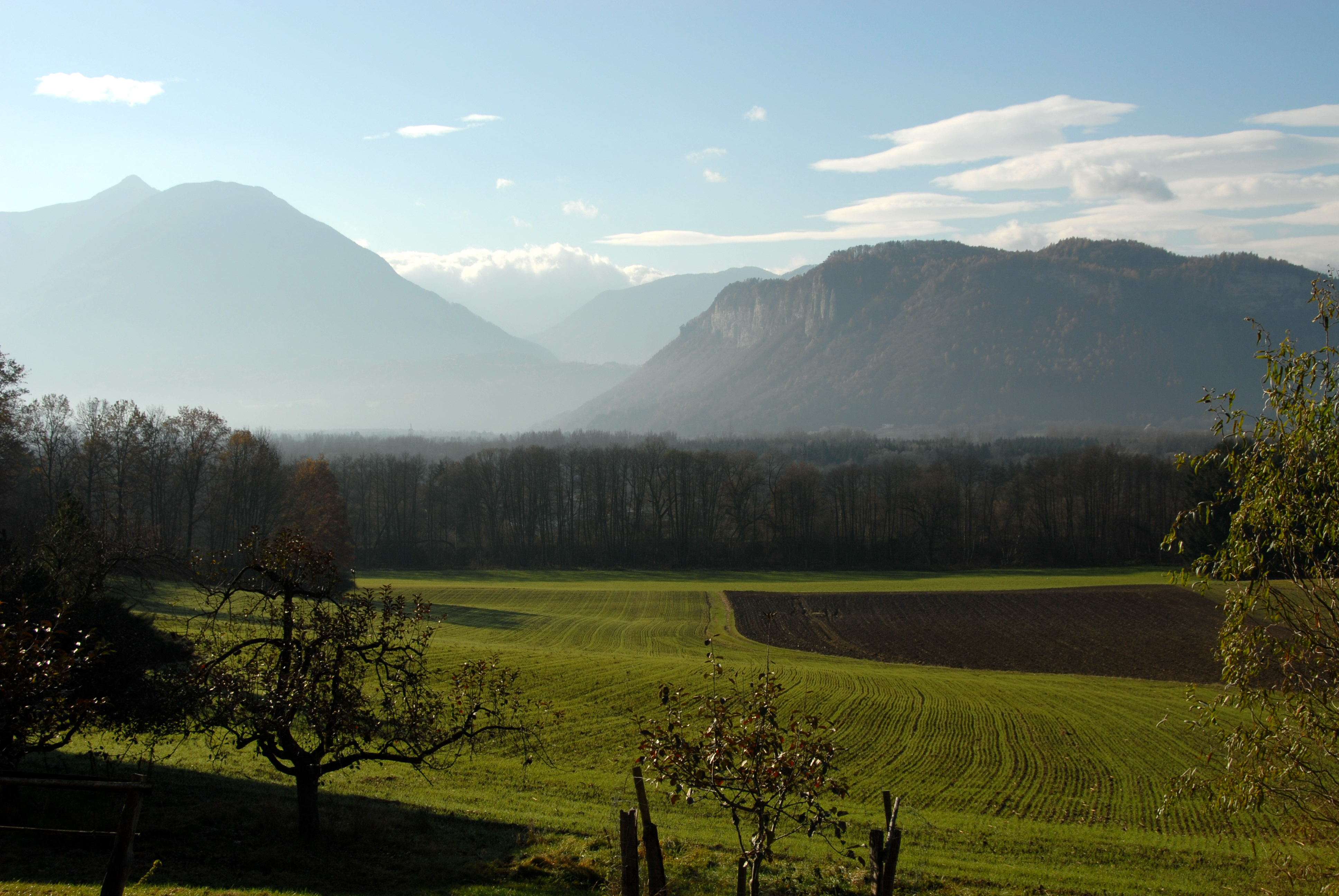
Rechts der Skarbin, links der Hochobir, von Lind aus gesehen

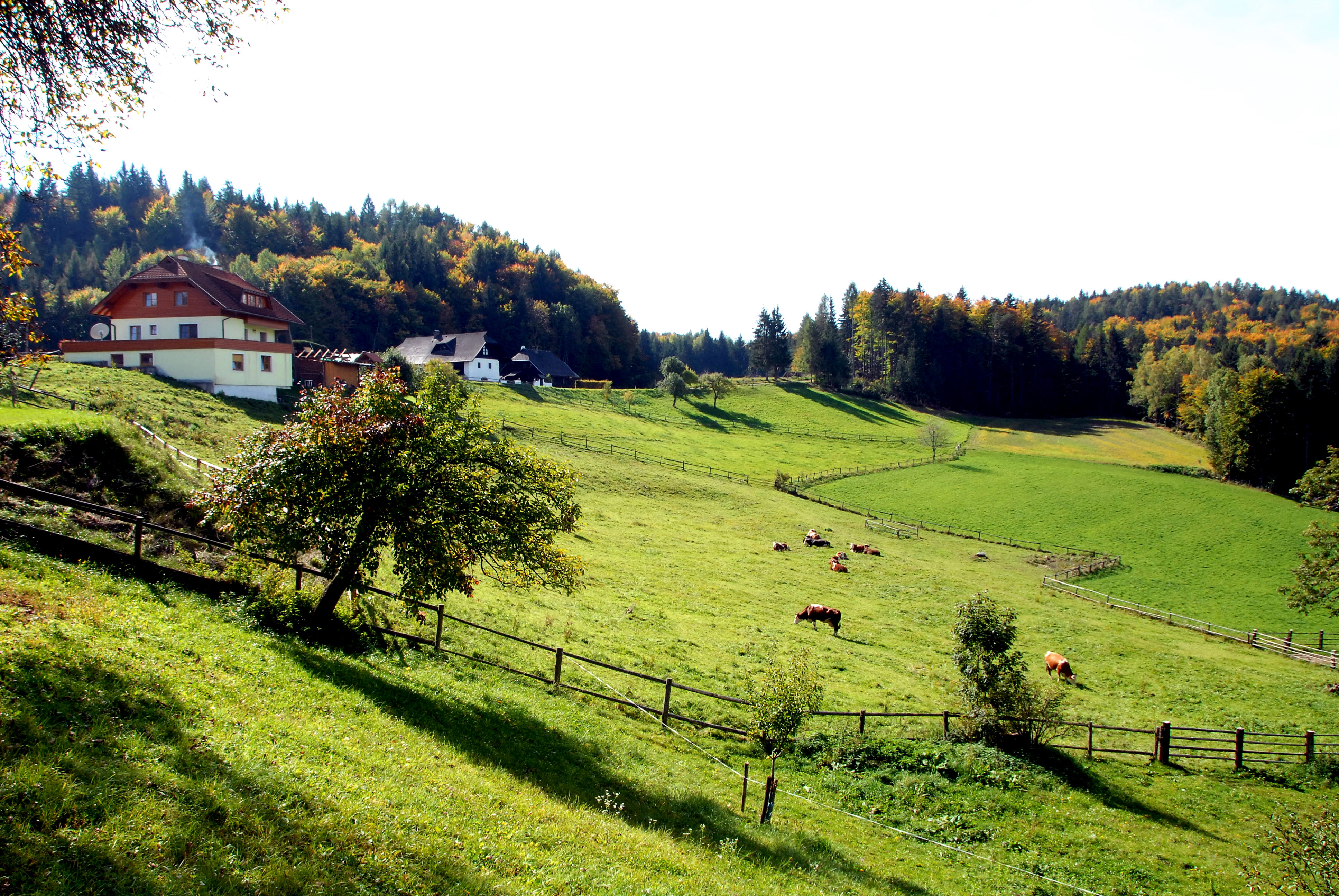
Skarbin auf dem Sattnitzrücken

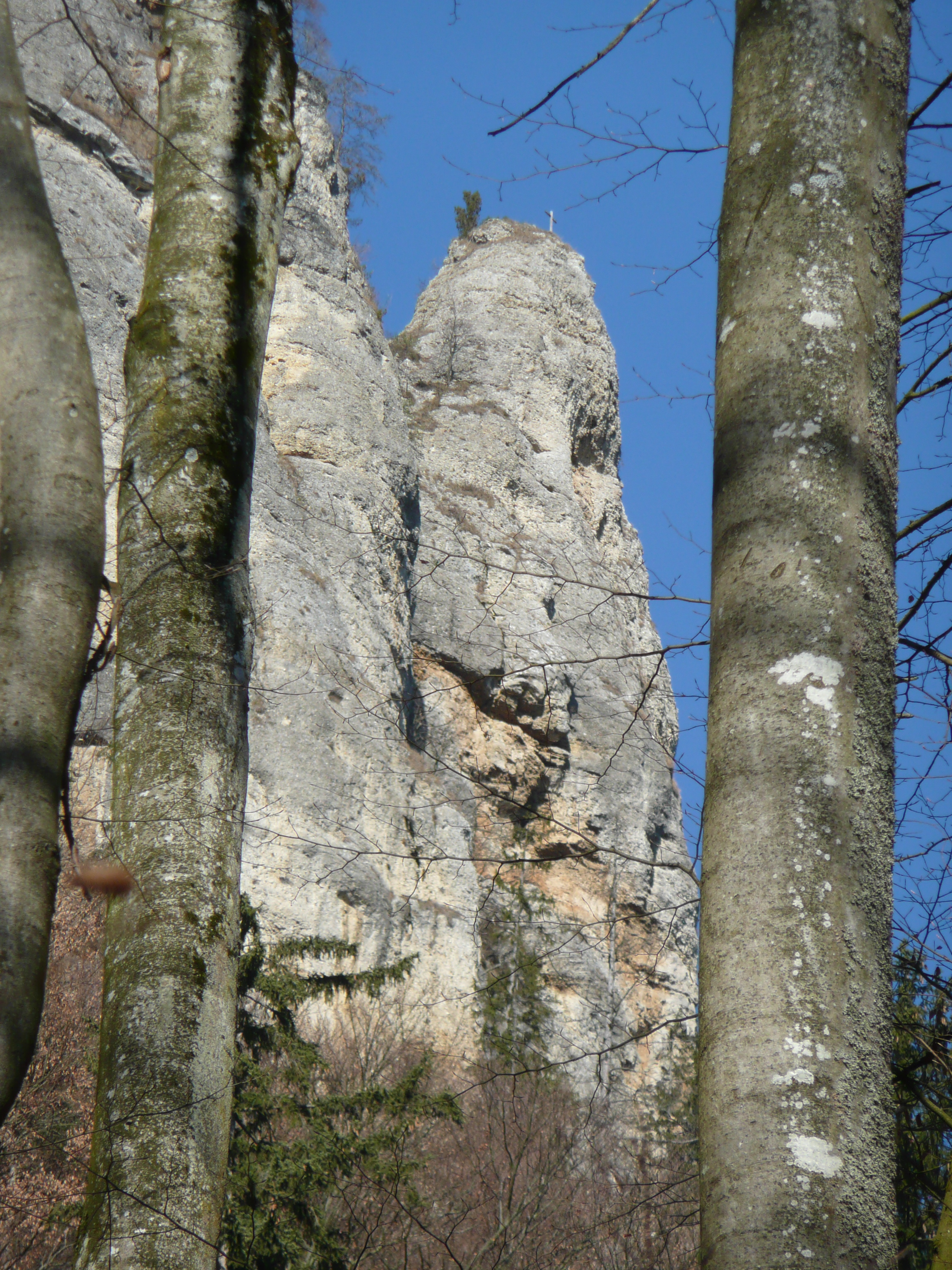
Olsta

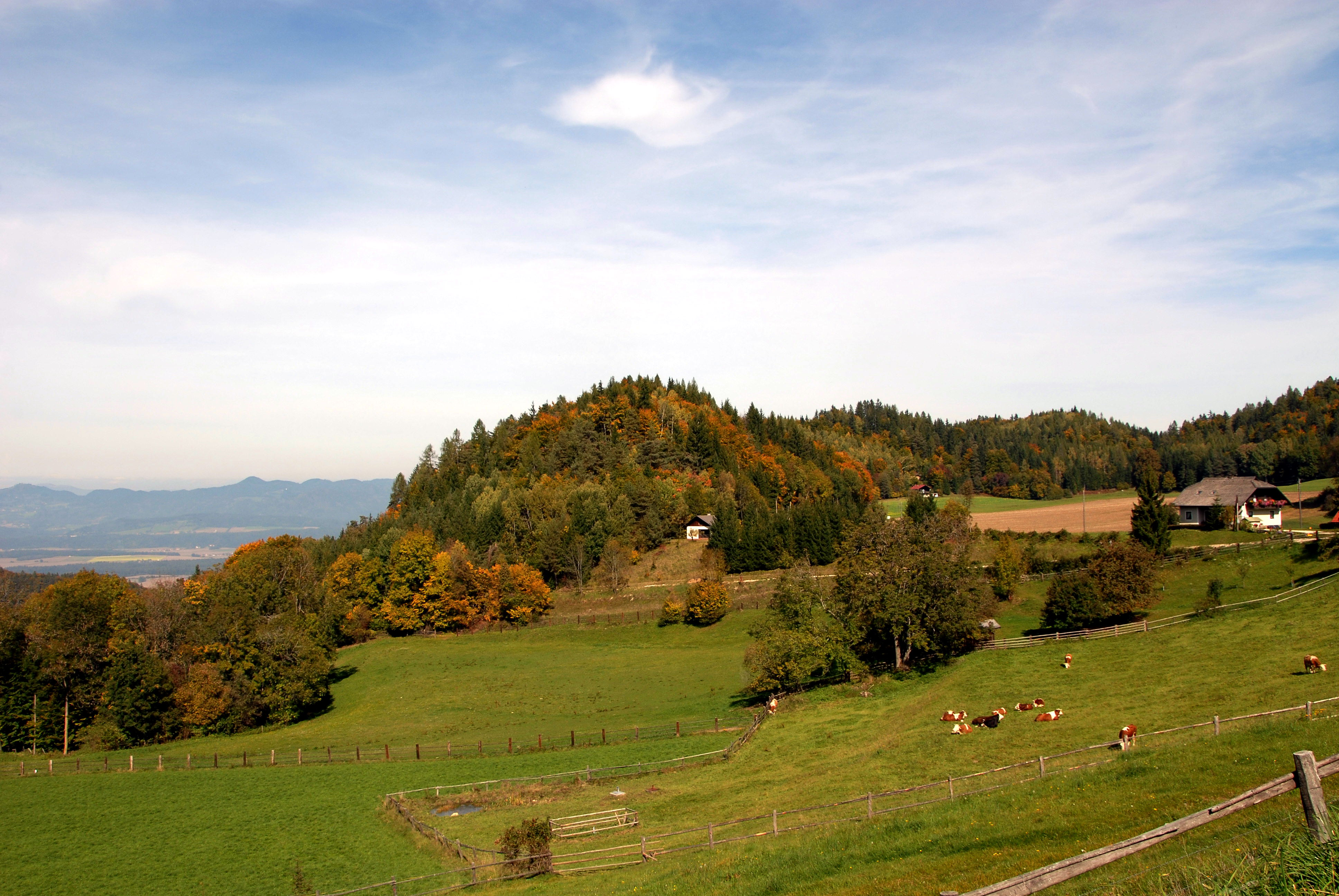
Östlicher Ausläufer des Sattnitzrückens

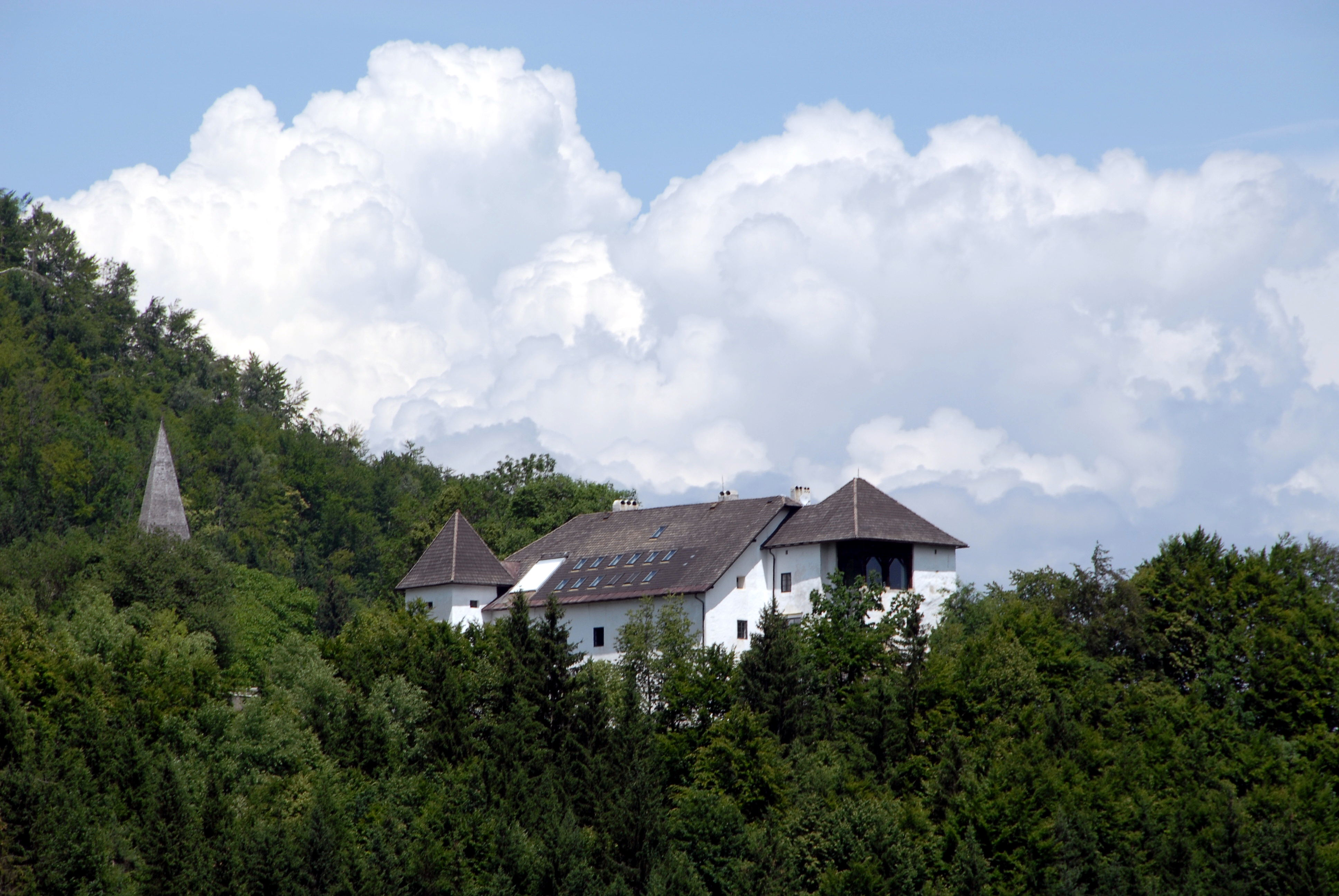
Schloss Saager

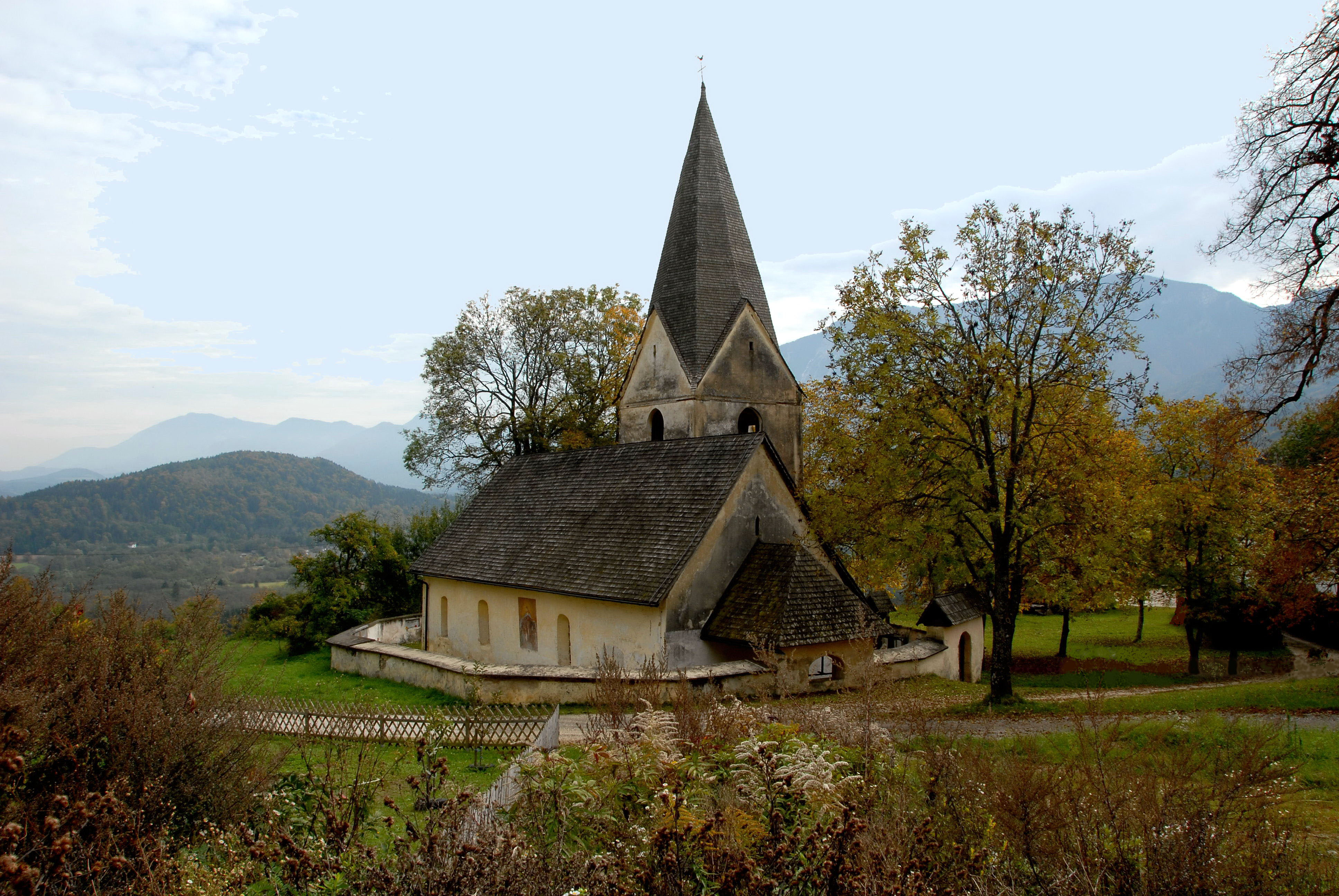
Sankt Anna in Saager

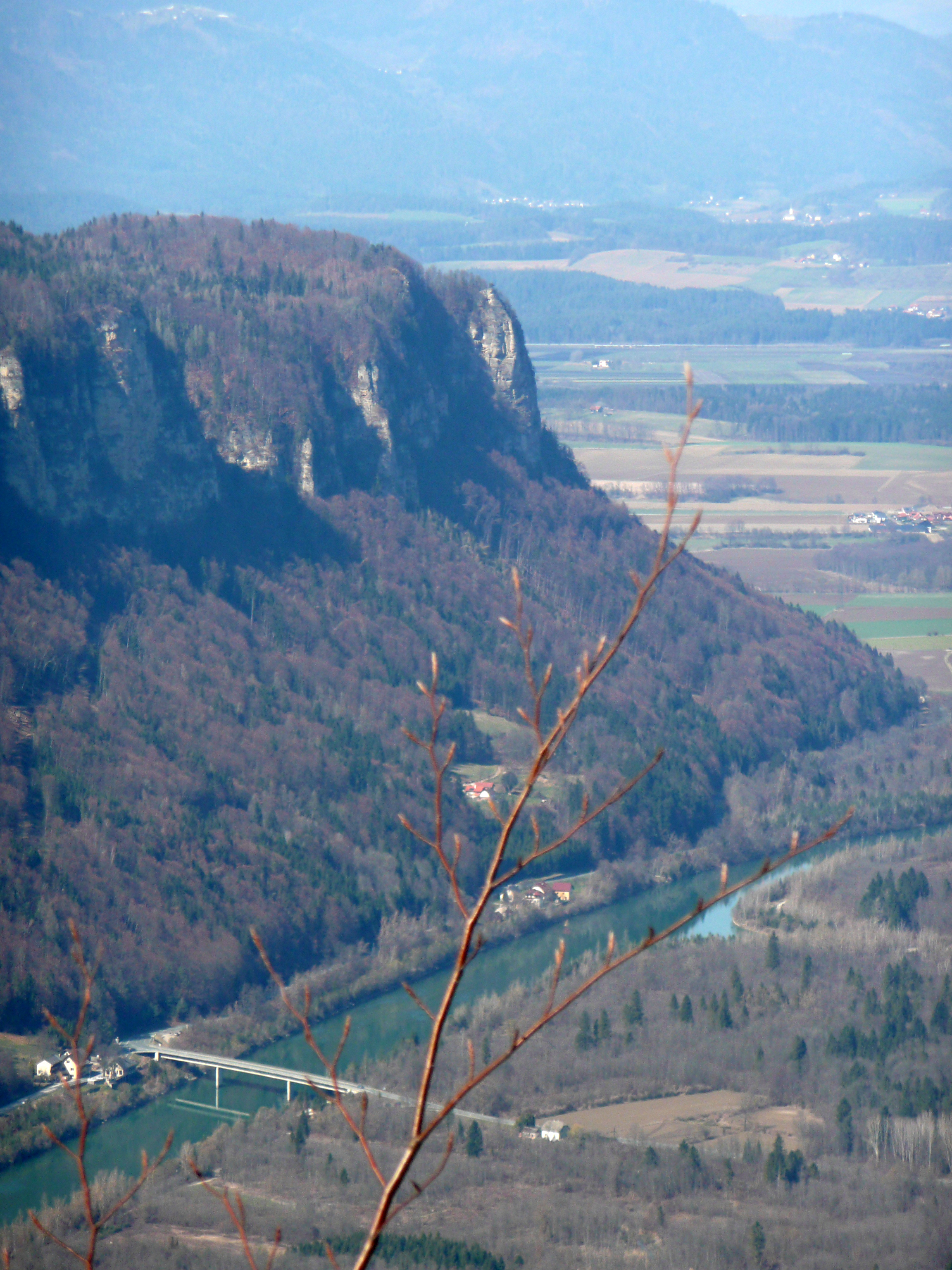
Annabrücke vom Obir gesehen

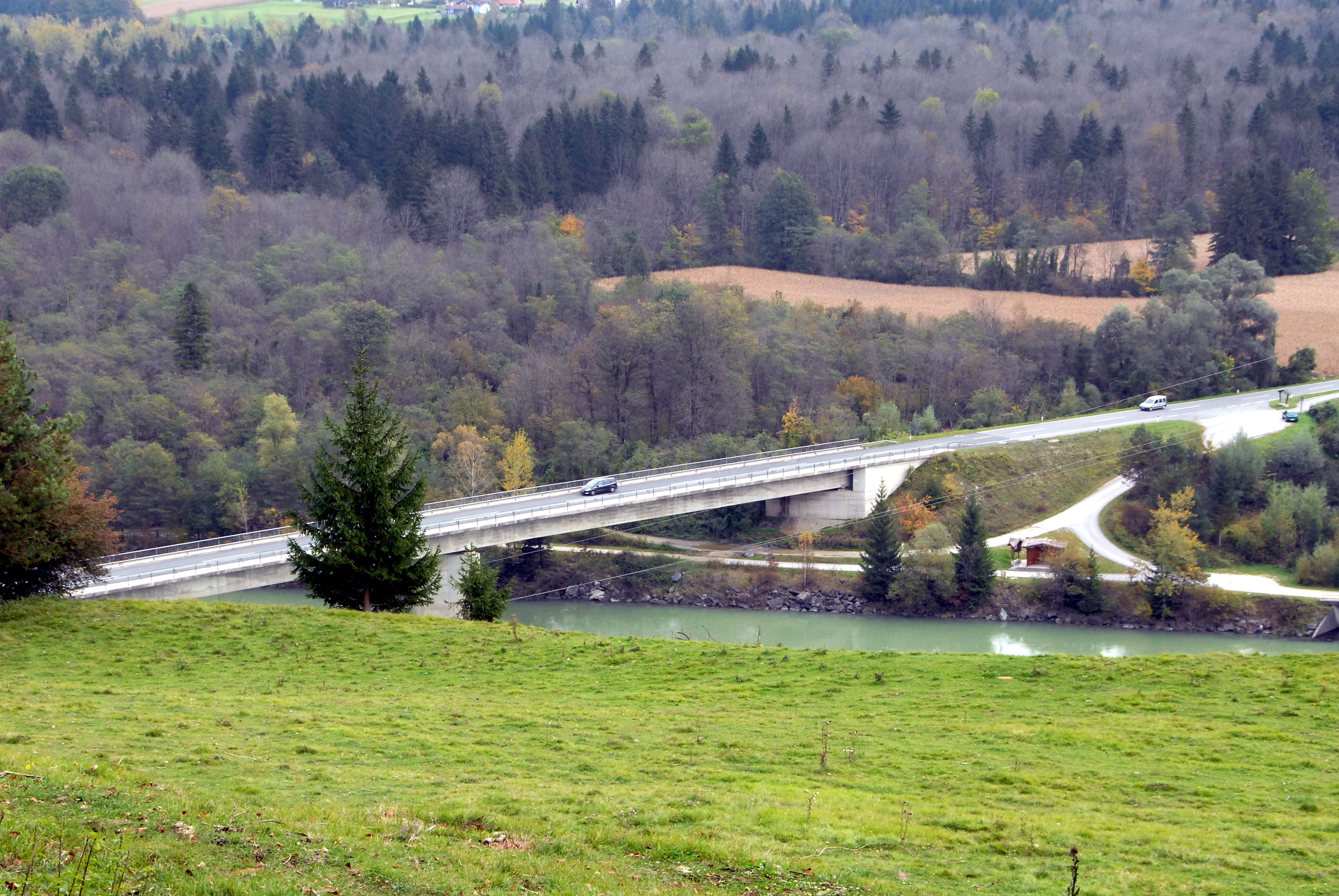
Annabrücke über die Drau

Der Skarbin ist der östlichste Ausläufer der Sattnitz, eines Gebirgsstocks im Klagenfurter Becken. Sein Name leitet sich vermutlich vom keltischen Wort Skarbie ab, was so viel wie Horn bedeutet. Damit wird auf einen auffälligen, schon von Weitem sichtbaren Felskegel Bezug genommen, der sich an den östlichen Steilhängen des Berges erhebt.
Skarbin (slow. Škrbinja) bezeichnet auch einen Ortsteil der Gemeinde Grafenstein im Süden Österreichs. Er umfasst den größten Teil des Gebirgszuges, ist mit 21 Einwohnern (Stand Volkszählung 2001) nur spärlich besiedelt.

## Legenden
Dieser Hornfelsen stellt der Sage zufolge, einen, ob seines Fluchens versteinerten Korbflechter dar, weshalb die auffällige Formation im Volksmund auch Korbflechterfelsen genannt wird. Am Nordhang des Skarbin befinden sich unweit der Ortschaft Grafenstein die Reste der Burg Altgrafenstein. Ebenso soll die legendenumwobene Burg der Heiligen Hildegard von Stein (Gemeint ist Stein im Jauntal), die Burg Prosnitza, unweit des Hornfelsens gestanden sein.
Der markante Felsturm wurde vermutlich von Christian Grillitsch und Stefan Schneeweihs erstmals bestiegen. Der Erstbesteigung ging eine zwei Jahre lange Planung voran.
Zitat:
„Zuerst sind wir in den nordöstlichen Hang des Turms gestiegen, um uns ein Bild von dem zu machen, was uns da oben erwartet. Danach sind wir im zweiten Anlauf zur Scharte hinauf geklettert, mit Steigeisen, wegen des erdrutschigen Felsens. Beim dritten Mal hatten wir alle Ausrüstung dabei, Haken, Seil, Keile und Hammer. In der Scharte fanden wir einen Baum als Standplatz und von dem aus ging es dann zum Gipfel. Wir schlugen einige Haken zur Zwischensicherung und brachten dann später ein Fixseil an. Das Konglomerat war sehr unzuverlässig.  In den nächsten Malen brachten wir zusammen mit Georg Mühlbauer ein Gipfelkreuz hoch, welches wir mit Zement im Fels verankerten. Wir gaben dem Turm den Namen Olsta.“
Man kann das Kreuz auf der Straße von Grafenstein nach Annabrücke auf Höhe Gumisch noch immer sehen.
---  Winter 2010/11: Das Wetter hat das Kreuz besiegt. Es ist in den Wald gestürzt.  ---
Zitat der Erstbesteiger: „Der Olstafuchs lebt weiter.“ Zitat Ende.

## Kreuzweg
Bei dem zwischen Gumisch und dem Schloss Saager verlaufenden Kreuzweg dürfte es sich um einen viel älteren Weg vom Gurk- ins Drautal handeln, der früher den fahrenden Leuten ein hoch über dem sumpfigen Draugebiet liegendes leichteres Fortkommen ermöglichte.

## Felsbildstöcke
Auf dem von Sankt Anna beim Schloss Saager direkt unter den Felswänden des Skarbin im Berghang nach Gumisch verlaufenden Waldweg finden sich Felsbildstöcke möglicherweise keltischen Ursprungs, später vom Christentum übernommen. Es sind dies Felsbrocken mit ausgemeißelten Nischen, die mit Mörtel geglättet wurden und mit bäuerlicher Malerei versehen sind. Im Lauf der Zeit hat sich der Zustand zusehends verschlechtert, so dass nur noch ein Bild einigermaßen erhalten geblieben ist, nämlich jenes in der letzten Felsnische, welches den legendären Sturz der Hildegard von Stein aus der Burg Prosnitza darstellt. Auch wenn das Bild schon in sehr schlechtem Zustand ist, ist dennoch eine Burg am Felsen erkennbar und rechts unten ein schwebender Engel. Aus den zwei einander überschneidenden Herzen sieht man Lilien hervorwachsen. Diese stellen ein Symbol der Reinheit, Unschuld und Jungfräulichkeit dar.

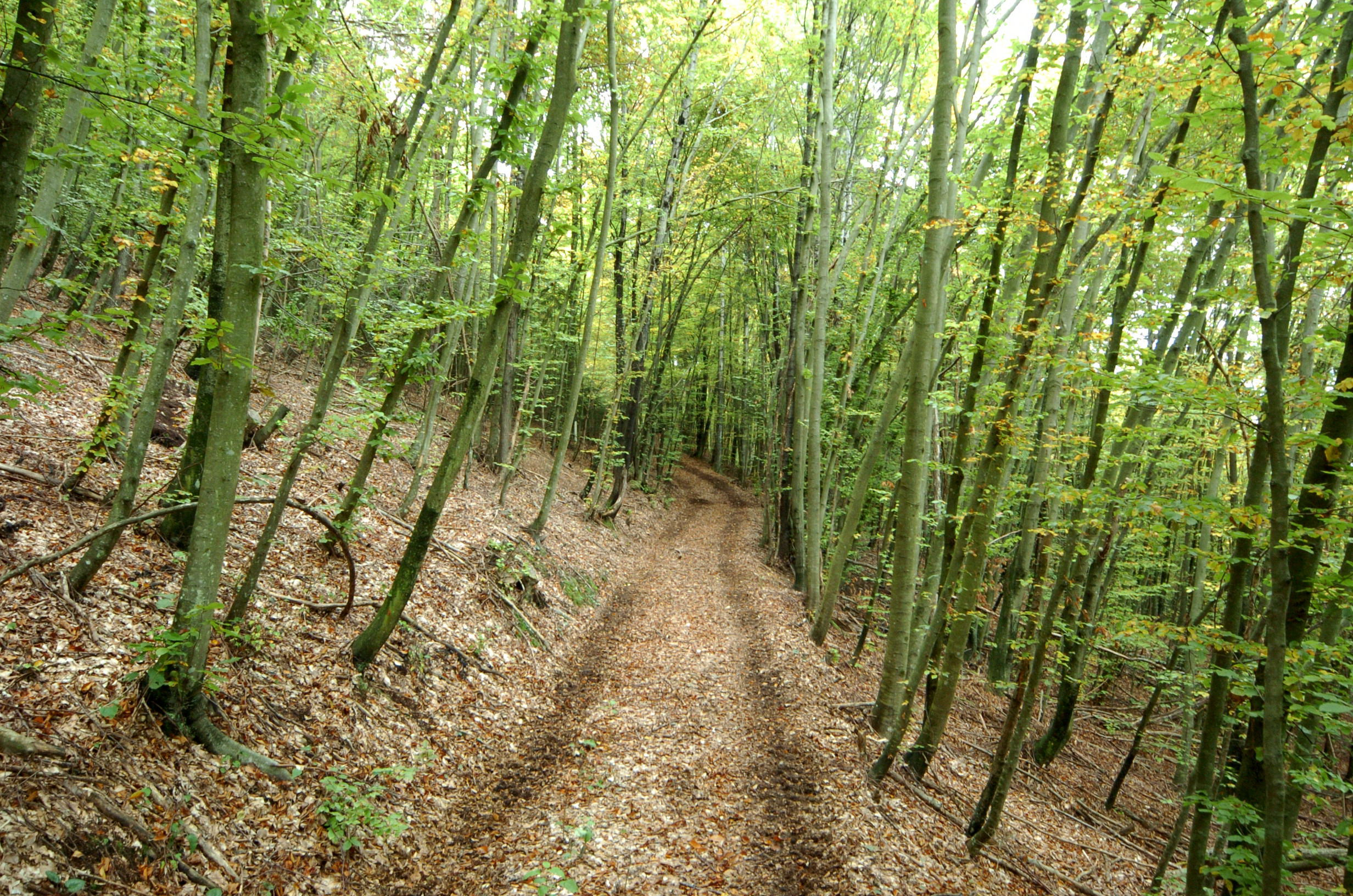
Waldweg zwischen Saager und Gumisch unter den Skarbin-Abbrüchen oberhalb der Annabrücke
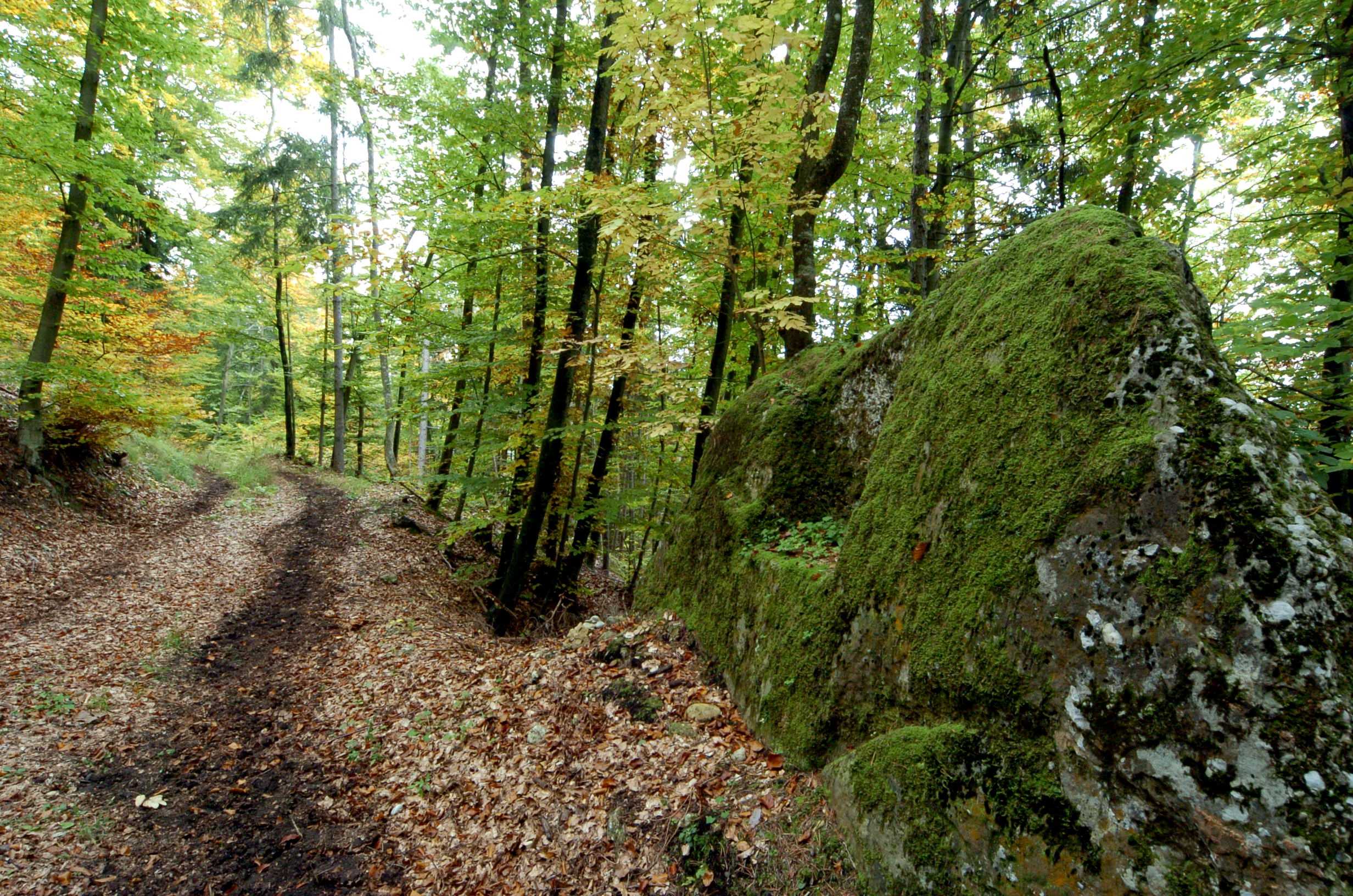
Eine von fünf Felsnischen auf dem Waldweg unter dem Skarbin
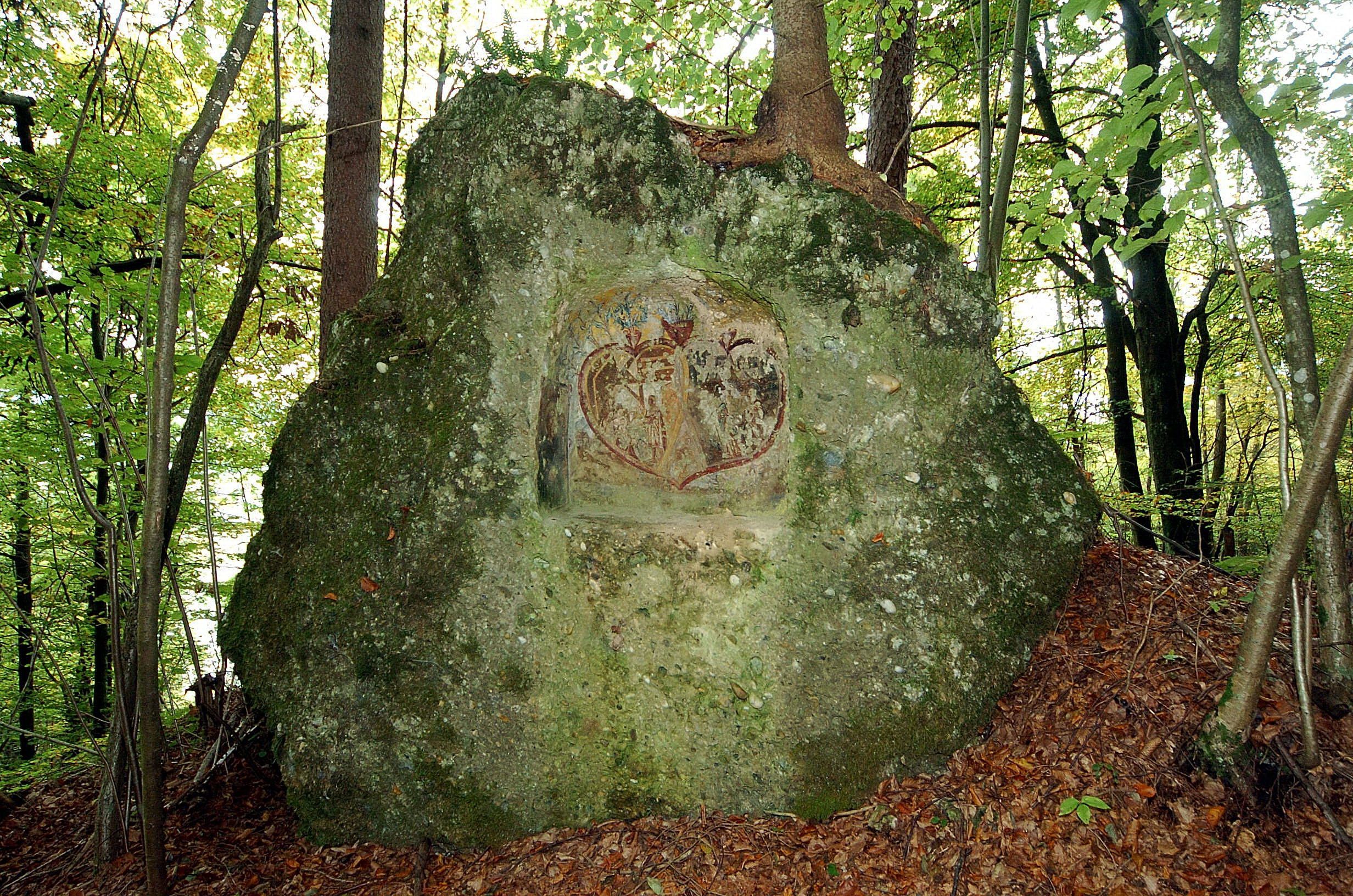
Felsbildstock am Waldweg zwischen Saager und Gumisch

### Bildbeschreibung
Die christliche Legende zählt den Doldenmilchstern, die weiße Lilie, zu den Kräutern und Gräsern der Krippe, in die Maria das Jesuskind bettete. (Im linken Herzteil ist diese Szene dargestellt.) Von ehrfürchtiger Liebe ergriffen, wuchs der Milchstern, um einen Blütenkranz um das Haupt des himmlischen Knäbleins zu winden. Überhaupt ist die Lilie mit der Herabkunft des Heilands verbunden. Mit einer Lilie in der Hand schwebte der Erzengel Gabriel vom höchsten Himmel herab, um der reinen Jungfrau die unbefleckte Empfängnis zu verkünden.

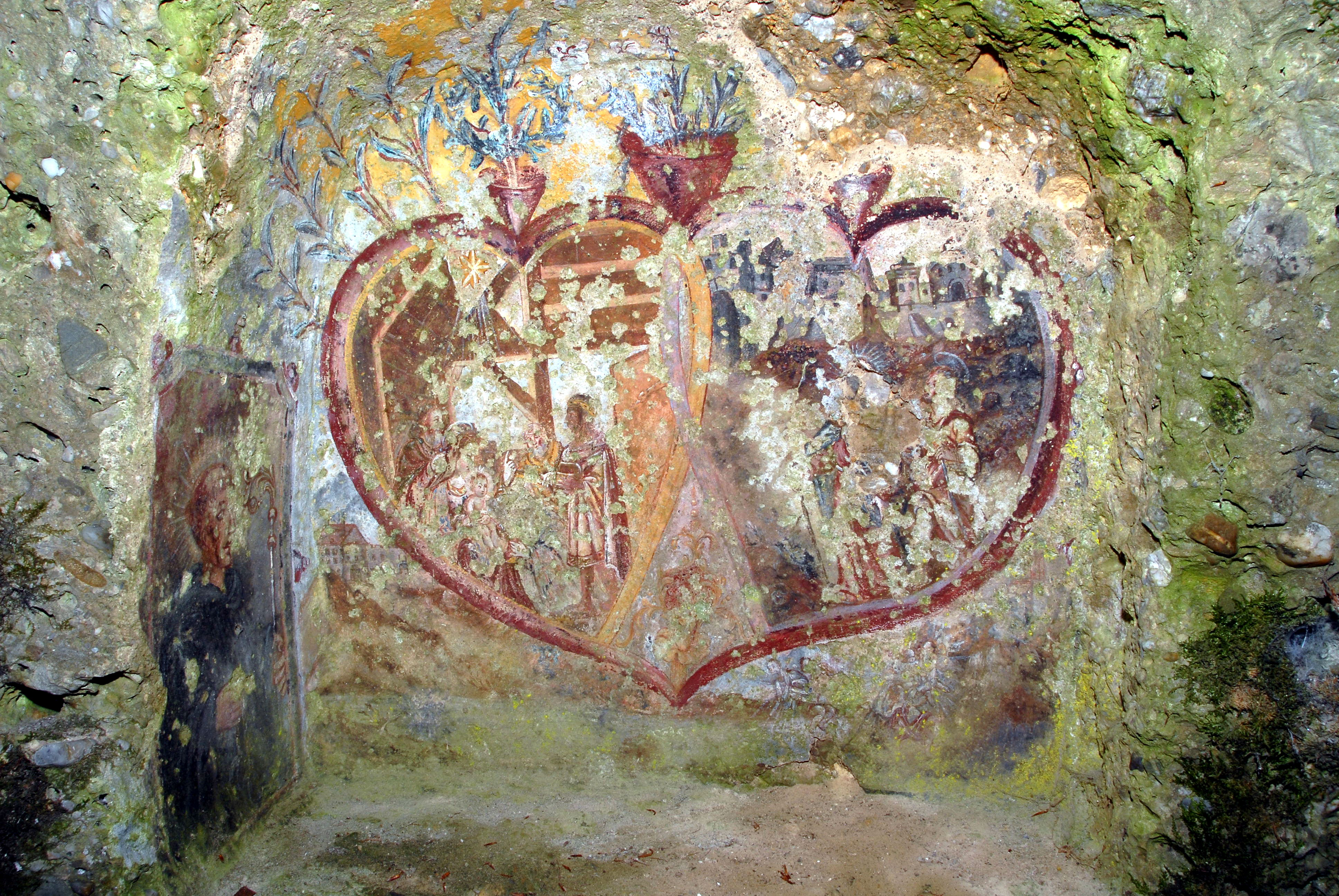
Komplett-Darstellung der Felsbildstockmalerei am Prosenitza-Waldweg
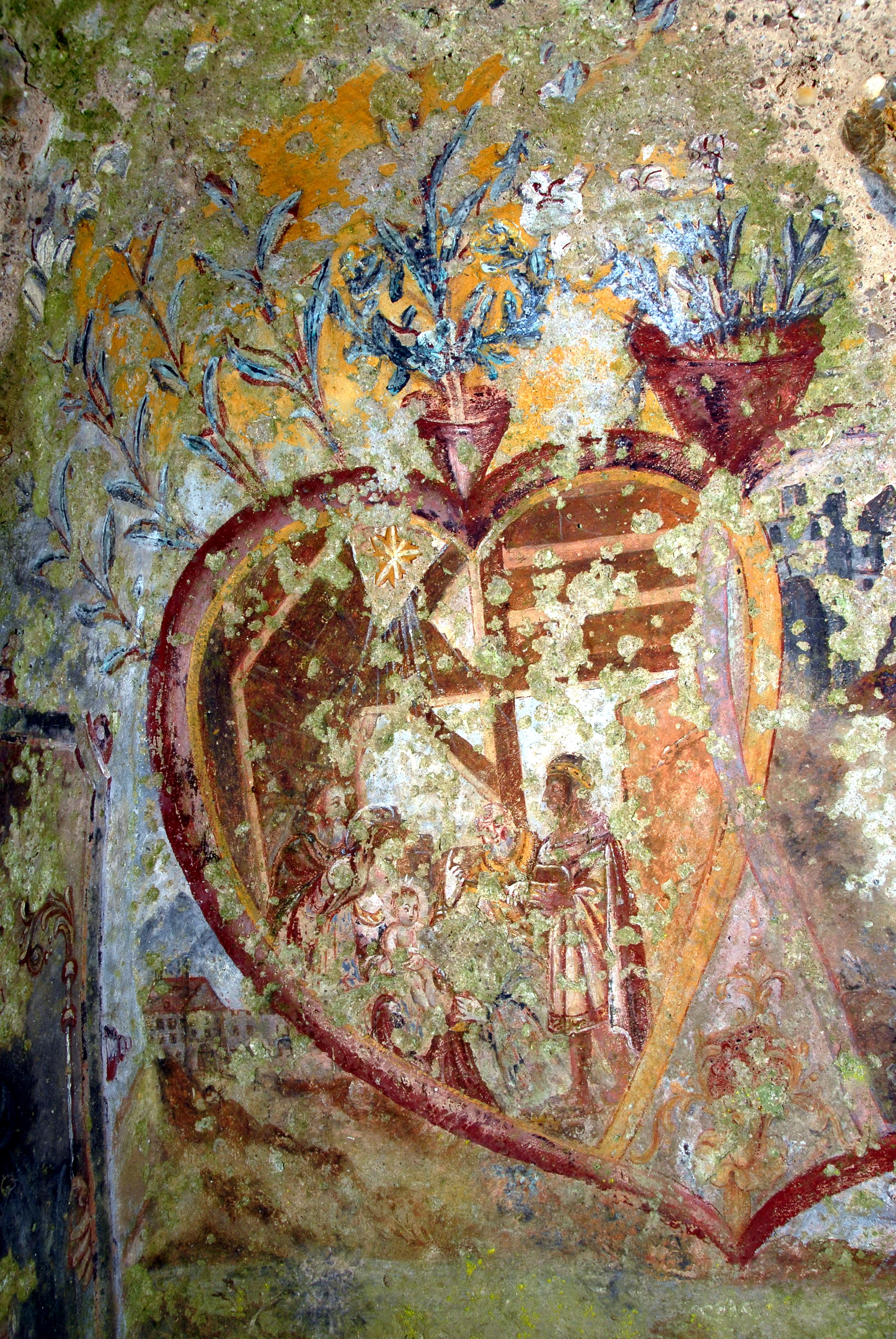
Linke Herzhälfte der Felsbildstockmalerei am Prosenitza-Waldweg
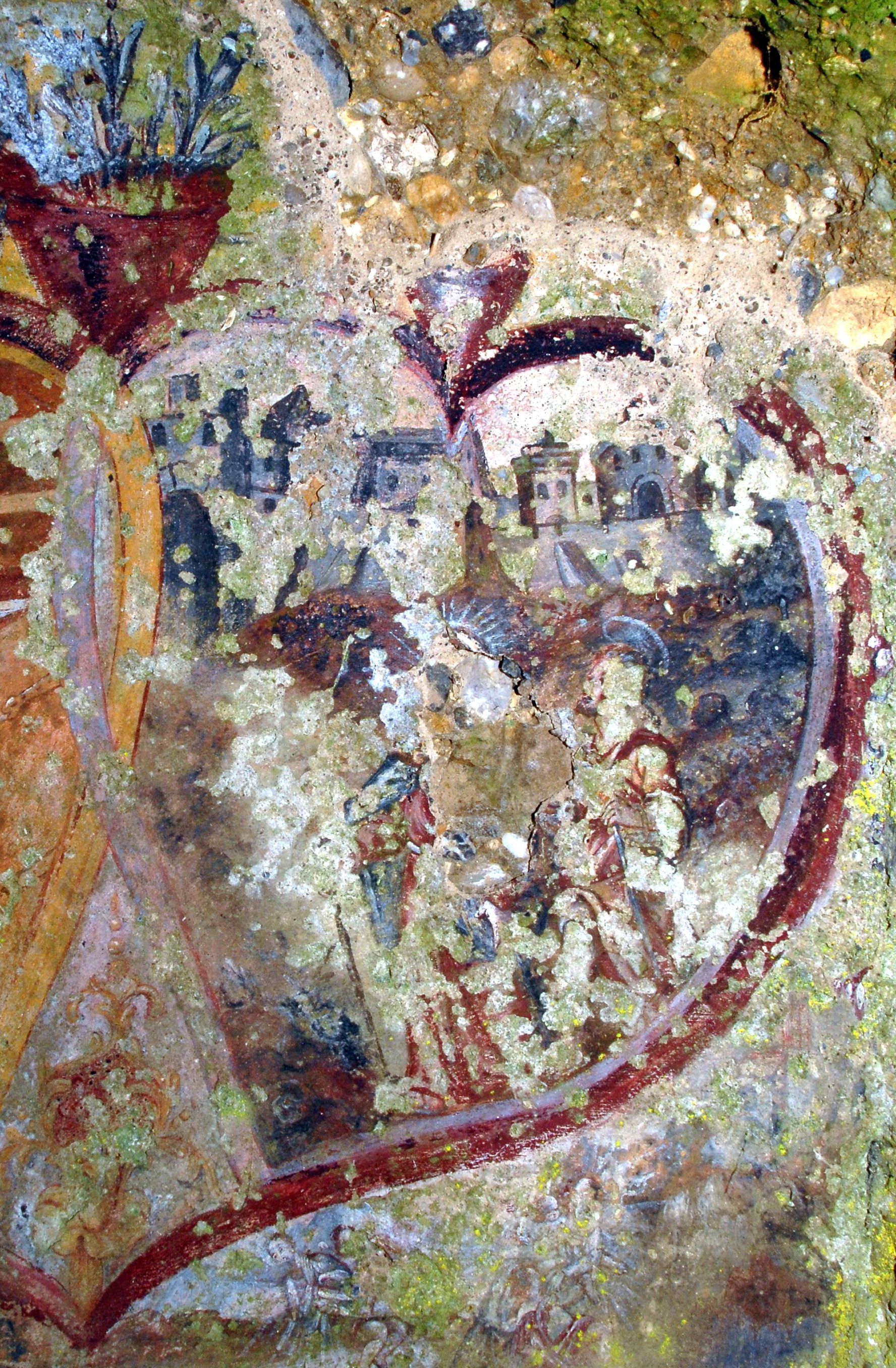
Rechte Herzhälfte der Felsbildstockmalerei am Prosenitza-Waldweg

Im übertragenen Sinn beschreibt dies die Herabkunft des höheren Selbst in die empfangsbereite geläuterte Seele des Menschen. Nach ihrer Errettung vom geplanten Tod durch Felssturz (auf dem rechten Teil des Herzbildes dargestellt) ist die Seele der Hildegard von Stein gereinigt, jungfräulich empfangsbereit für den Hauch des Göttlichen, bereit, das Weltliche zurückzulassen.

### Bilddeutung
Die weiße Lilie aber weist nicht nur den Weg des Himmlischen in das irdische Dasein, sondern auch wieder die Rückkehr zu demselben, die Farbe weiß erinnert an die ausgebleichten Knochen oder die Leichenblässe an Sterben, Tod, Zurücklassen.
Im übertragenen Sinn bedeutet dies das Ablassen von und den Tod der niederen, im Egoismus verstrickten Persönlichkeit und den Aufstieg in das Christusbewusstsein, in die bedingungslose Liebe. Hildegard lebt fortan als Helferin der Armen und Bedürftigen und stellt sich so bedingungslos in den Dienst der Menschheit.
Erwähnt sei auch noch, dass die Griechen die Herkunft der weißen Lilien den Milchtropfen zuschreiben, die aus den Brüsten der Hera hervorspritzten und auf die Erde fielen, als sie das göttliche Kind Herakles stillte. Auch hier wieder die Lilie als Symbol für die Verbindung zwischen Göttlichem und Weltlichem.
Die Felsnischenmarterln stehen dort, wo Hildegard und Dorothea gerettet worden sein sollen, noch heute findet man zwischen den Felsen wildwachsende gelbe Lilien.